# Gutenberg an der Raabklamm
Gutenberg an der Raabklamm település Ausztriában, Stájerország tartományban, a Weizi járásban. 2015 óta Gutenberg-Stenzengreith része. Tengerszint feletti magassága 569 méter, területe 14,51 km². Lakosainak száma 1755 fő.